# 赫尔曼·桑切斯
赫尔曼·桑切斯（西班牙語：Germán Sánchez，1992年6月24日—），墨西哥男子跳水運動員。
2012年的倫敦奧運會，獲得男子單人跳臺－準決賽第十四名、男子雙人跳臺－銀牌（第二名）
2016年的里約熱內盧奧運會，獲得男子單人跳臺－銀牌（第二名）、男子雙人跳臺－第五名

## 簡歷
2012年，赫尔曼·桑切斯代表墨西哥參加英國倫敦舉行的奥林匹克运动会跳水比賽，與伊万·加西亚搭檔出戰男子雙人10米跳台賽事，最終獲得銀牌。
2016年，出賽里約奧運會男子單人跳臺，分數次於中國的陳艾森，獲得銀牌（第二名）。